# Yucatán (Baja California)
Yucatán o Ejido Yucatán, es una localidad mexicana, del municipio de Mexicali, Baja California, enclavada en la delegación Benito Juárez, en la parte norte del valle de Mexicali. Según el censo del 2010 realizado por el INEGI, la población en aquel momento ascendía a 1,628 habitantes. Se ubica en las coordenadas 32° 36′ 16″ de latitud norte y 115°05'36" de longitud oeste. El Yucatán se encuentra comunicado por la carretera estatal n.º 8 con el resto del municipio; su calle principal, que a las afueras del poblado, hacia el norte, se convierte en la carretera estatal n.º 82 entronca con la carretera estatal n.º 8. Que en su extremo oeste entronca con la Estatal n.º 1 la cual conduce poco después a Mexicali y en su extremo este llega hasta el poblado: Los Algodones.
El poblado Yucatán o Ejido Yucatán recibe su nombre como un homenaje a la entidad federativa epónima y es la tercera localidad en importancia, por su número de habitantes, dentro de su delegación después de la cabecera: Benito Juárez o Tecolotes y del ejido  Lázaro Cárdenas.